# Сатламышево
Сатламышево (тат. Сатмыш) — деревня в Апастовском районе Республики Татарстан Российской Федерации. Административный центр Сатламышевского сельского поселения.
Расположена в 20 км к северу от Апастово.
В 2010 году в деревне проживало 322 человек. Всего 139 домов, из них 30 пустуют. Имеется мечеть, средняя школа, клуб, 3 магазина.
В 2023 году всего 139 домов. Имеется мечеть, общеобразовательная школа, клуб, 2 магазина.

## История
Деревня основана в XV веке. Основателей привлекло место, где имелись 6 ручьёв с двумя холмами по сторонам. 